# Coelocraera burgeoni
Coelocraera burgeoni är en skalbaggsart som beskrevs av Renaud Maurice Adrien Paulian 1951. Coelocraera burgeoni ingår i släktet Coelocraera och familjen stumpbaggar. Inga underarter finns listade i Catalogue of Life.